# TT1
| T23 · n | M29 | M · Y1 |

| T23 · n | M29 | M · Y1 |

La tomba di Sennedjem, identificata con la sigla TT1 (Theban Tomb 1) è una delle Tombe dei Nobili ubicate nell’area della cosiddetta Necropoli Tebana, sulla sponda occidentale del Nilo dinanzi alla città di Luxor, in Egitto. Destinata a sepolture di nobili e funzionari connessi alle case regnanti, specie del Nuovo Regno, l'area venne sfruttata, come necropoli, fin dall'Antico Regno e, successivamente, sino al periodo Saitico (con la XXVI dinastia) e Tolemaico.

## Titolare
TT1 Era la tomba di:
| Titolare  | Titolo                                        | Necropoli      | Dinastia/Periodo                 | Note                                                                                  |
| --------- | --------------------------------------------- | -------------- | -------------------------------- | ------------------------------------------------------------------------------------- |
| Sennedjem | Servo nel Luogo della Verità(artigiano reale) | Deir el-Medina | XIX dinastia (Sethy I-Ramses II) | a sud e non lontano dalla sommità della collina; sotto e leggermente a nord della TT2 |

### Biografia
Sennedjem viveva a Deir el-Medina, nel villaggio, fondato da Thutmosi I, riservato alle maestranze che erano impiegate nella costruzione e successiva manutenzione delle sepolture, sia reali che dell'ampia area nota come Tombe dei Nobili. Figlio di Kabekhnet, Servo di Amon nella Città del sud (Tebe), e Tahennu; Iynferti fu sua moglie, Khonsu e Khabekhnet (titolare della TT2) due dei suoi figli. Moglie di Khonsu fu Takemet, mentre di Khabekhnet è noto che avesse due mogli (di cui forse una di nome Rosu e l'altra, come la madre, Tahennu) e che due dei suoi numerosi figli si chiamavano Sakh e Isis.

## Archeologia
Scoperta intatta, nel 1886, da abitanti del luogo, venne presa in consegna il giorno successivo, 1 febbraio 1886, da Gaston Maspero evitando così danni ulteriori oltre quelli già causati alla porta di accesso, che risultava ancora imbullonata, e ad architravi e ritti. La tomba ed il suo corredo si presentavano ancora intatti e le operazioni di svuotamento si svolsero nel corso di due campagne pluriennali, la prima dal 1917 al 1924 e la seconda dal 1928 al 1930. All'atto della scoperta TT1 conteneva oltre 20 sepolture (9 in sarcofagi e le altre semplicemente avvolte in bende) molte delle quali sicuramente ascrivibili alla famiglia del titolare Sennedjem.

## Descrizione

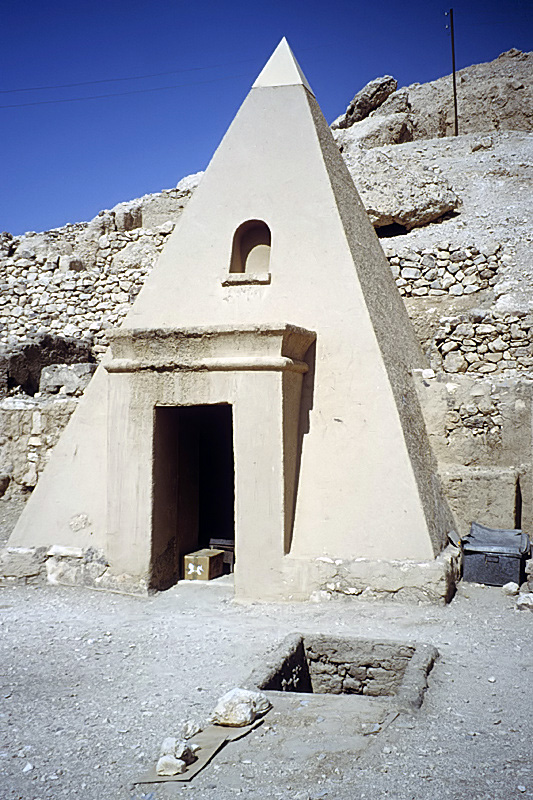
La piccola piramide della TT1

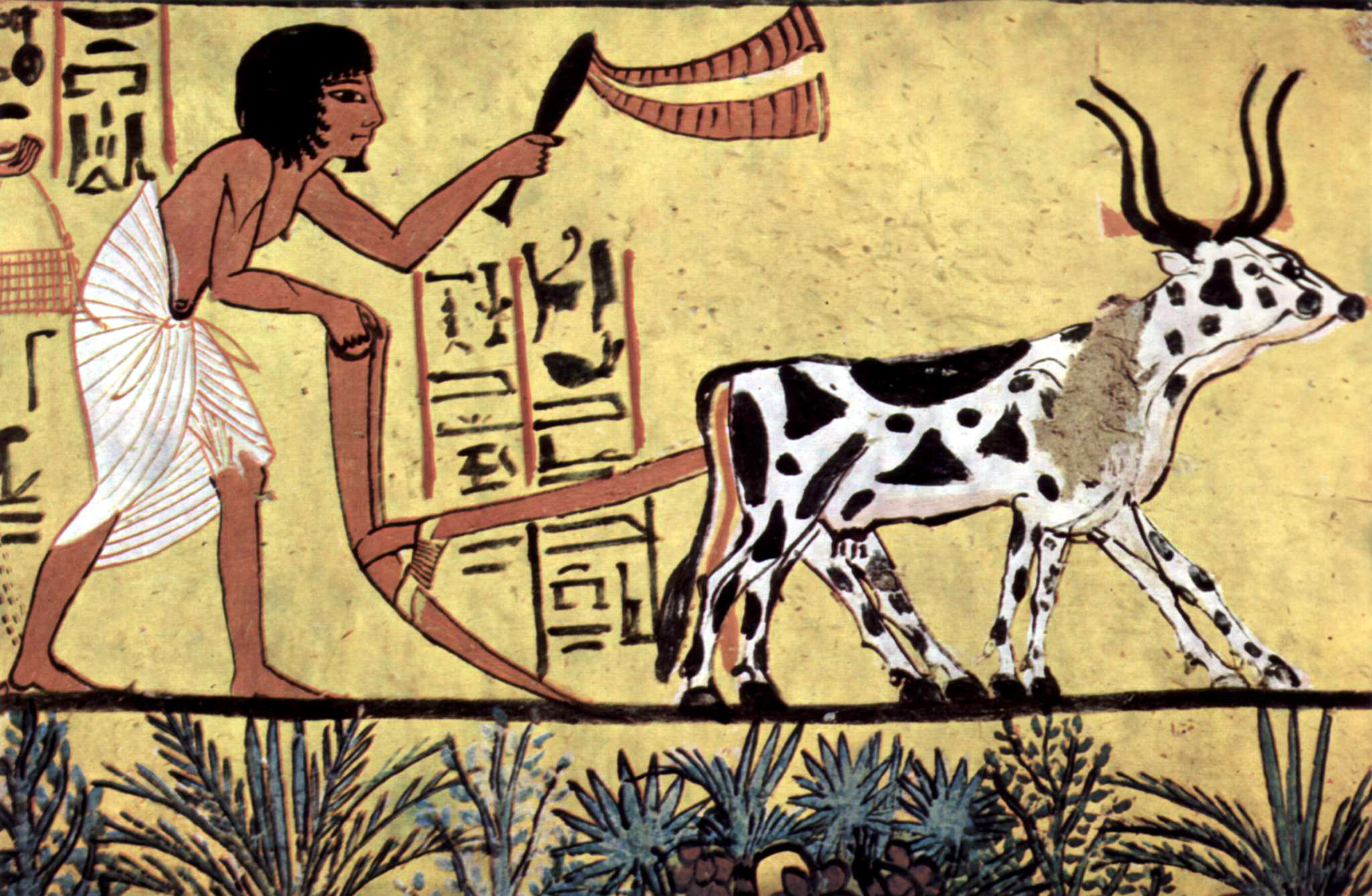
Scena di lavori agricoli dalla TT1

La tomba di Sennedjem, con la sua sovrastruttura costituita da una piramide e dall'appartamento funebre sotterraneo, si trova all'interno di un cortile sopraelevato rispetto al piano di campagna, cui si accedeva per il tramite di una scala, ed è affiancata da altre due cappelle dette del "nord" e del "sud", tutte sovrastate, in origine, da piramidi alte circa 7 m; la cappella nord era dedicata al figlio Khonsu, mentre la cappella sud a un non meglio identificato Tjaro verosimilmente padre della moglie, e quindi suocero, del titolare di TT1. Il cortile antistante le tre cappelle, in cui si aprono due pozzi contrassegnati dai progressivi 1182 e 1183 era originariamente diviso in due da un muro che separava le due cappelle relative a Sennedjem da quella di Tjaro.
Della parte esterna, costituita da due piloni, dal cortile e da una cappella con piramide, non è rimasto nulla tranne i pyramidion: uno rinvenuto in frammenti tra le rovine e ricostruito, l'altro oggi al Museo di Torino. L'ingresso della tomba era protetta da una porta in legno di sicomoro, dipinta di giallo, con scene tratte dal capitolo 17 del Libro dei Morti ed oggi conservata al Museo egizio del Cairo. L'intero ipogeo presentava colorazione ocra, sia ad imitazione del colore del papiro, sia per ricordare quello dell'oro intesa come carne degli dei. Un pozzo nel cortile, a breve distanza dalla cappella centrale, dà accesso all'appartamento funerario sotterraneo.
La tomba presenta pitture parietali particolarmente ricche di decorazioni con complicate scene tratte dal Libro dei morti e, per la qualità, è stata ipotizzata la stessa mano di artista che aveva decorato la tomba di Nefertari. Sono anche raffigurati il padre di Sennedjem, Khabenkenet, il figlio Bunakhtef, sacerdote vestito con una pelle di leopardo; il figlio Rahotep figura rappresentato su una barca, mentre il figlio Khonsu, in quanto erede del padre e come prete sem, officia il rito della Apertura della bocca sulla mummia del genitore.
Molto nota è anche la rappresentazione di Sennedjem, al cui fianco siede la moglie Inyferti, che gioca al senet spostando una pedina; in luogo dell'avversario, una tavola delle offerte. Questo perché la partita giocata è il simbolismo della faticosa strada verso la rinascita e che finirà solo quando il defunto sarà dichiarato giustificato.
Tra le varie suppellettili, tipiche dei corredi funebri, sono stati rinvenuti due ostrakon contenenti parti delle avventure di Sinuhe.
Il corpo del titolare di TT1 era sepolto in un doppio sarcofago di cui il più interno, antropoide, recava una maschera funeraria; la moglie Iyneferti era deposta in un sarcofago antropoide ed analogamente era dotata di maschera funeraria, così come il figlio Khonsu che riposava in un duplice sarcofago di cui il più interno antropoide. Nella stessa sepoltura venne rinvenuto anche un sarcofago contenente la mummia della moglie di Khonsu, Takemet. Di altri quattro corpi non è stato possibile risalire con certezza alla parentela con il titolare Sennedjem essendo più probabile si tratti di figli di Khonsu e, quindi, nipoti del titolare di TT1. Le suppellettili funerarie, disseminate in varie collezioni nel mondo, comprendevano vasi canopi, ushabti e parti di mobilio. I pezzi più importanti si trovano al Museo egizio del Cairo, al British Museum di Londra, a New York e Berlino.
La cappella a nord all'interno della tomba è dedicata al figlio di Sennedjem, Khonsu; qui è rappresentato anche un altro figlio di Sennedjem, Khabekhnet, la cui tomba, TT2, si trova a poca distanza.

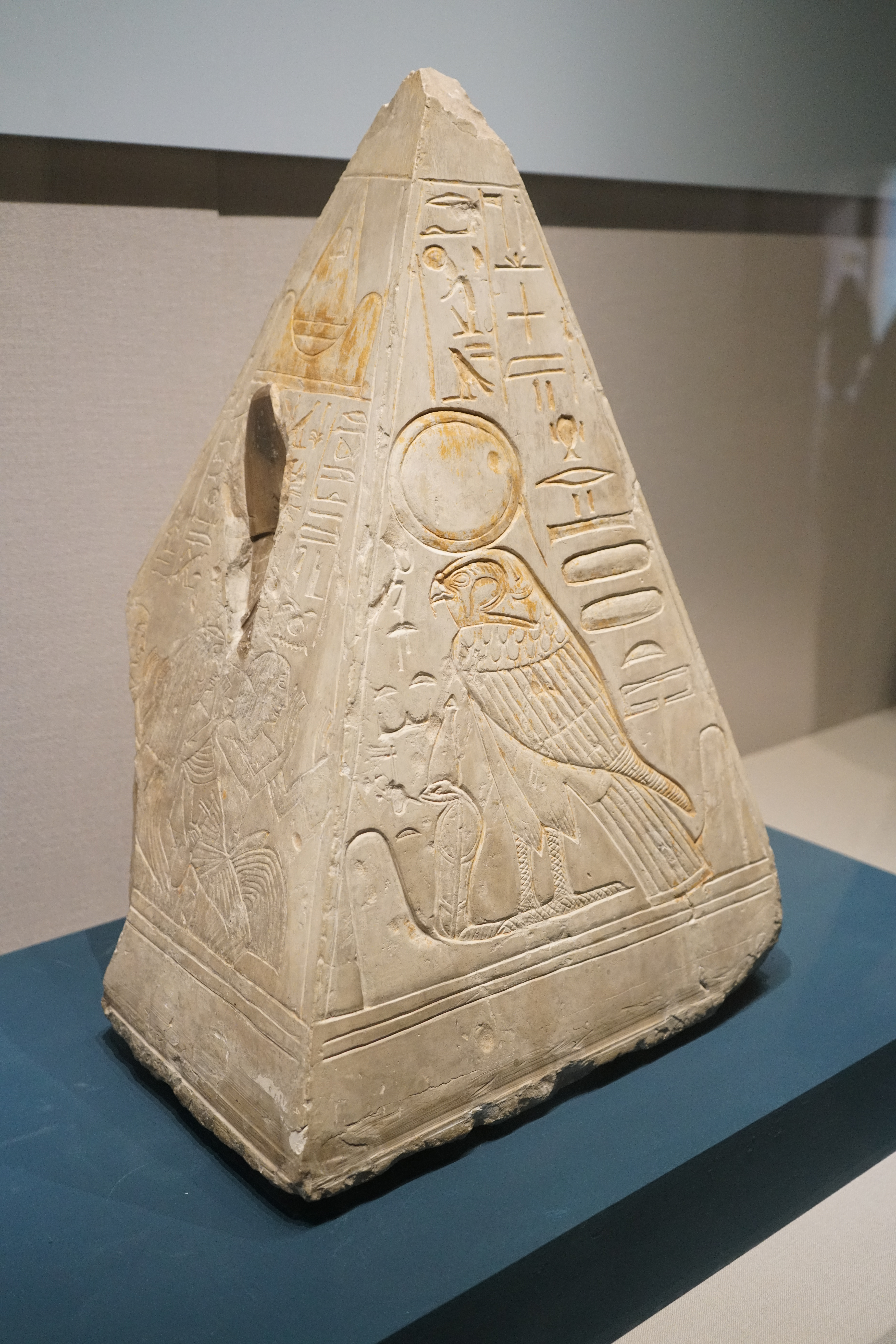
Pyramidion di Khonsu al Museo Egizio di Torino.

### Corredo funebre
Gran parte del corredo funebre costituito da vasi, mobilia e alimenti è oggi distribuito in numerosi musei mentre molti dei reperti non risultano ancora esposti.:
- Museo egizio del Cairo: 
  - oggetti appartenenti a Sennedjem:
    - sarcofago esterno di Sennedjem con scene dal Libro dei Morti (cat. 27301);
    - sarcofago interno e maschera funeraria (cat. 27308);
    - scatola dei vasi canopi (cat. 27307);
    - due contenitori per ushabti (cat. 48411 e 48412)[N 17];
    - sedia recante il nome del figlio Khabenkenet (cat. 27256);
    - letto (cat. 27254);
    - sei bastoni da passeggio (cat. 27310);
    - strumenti da architetto[N 18] (cat. 1934-1940); cubito in legno (cat. 1941);

  - oggetti della moglie Iyneferti:
    - sarcofago, coperchio della cassa più interna dedicato alla madre dal figlio Khonsu e maschera (Metropolitan Museum di New York, cat. MMA 86.1.5, MMA 86.1.6);
    - scatola in legno con rappresentazione di gazzella (Museo del Cairo, cat. 27271);
    - scatola per vasi canopi (Museo del Cairo, cat. 27306);
    - sgabelli (cat. 27255a e 27255b);
    - oggetti da trucco e vasellame (Metropolitan Museum, cat. MMA 86.1.7, MMA 86.1.8 e MMA 86.1.9);

  - oggetti relativi al figlio Khabenkenet:
    - scatola per ushabti (Metropolitan Museum, cat. 86.1.16);
    - scatola per ushabti con rappresentazione di uomo (forse lo stesso Khabenkenet) e donna seduti (Museo nazionale danese di Copenaghen, cat. 3506);
    - scatola per ushabti con analoga rappresentazione (Museo di Stato "Puskin", Collezione Golenischev, cat. 3848);

  - oggetti pertinenti a Esi, moglie di Khabenkenet (?):
    - sarcofago (Museo del Cairo, cat. 27309);
    - scatola per vasi canopi (Museo del Cairo, cat. 27304);

  - oggetti relativi al figlio Khonsu:
    - sarcofago esterno di Khonsu con scene dal Libro dei Morti (cat. 27302);
    - sarcofago intermedio e sarcofago interno, scatola vasi canopi e maschera (probabilmente appartenenti a Khonsu) (Metropolitan Museum, cat. da 86.1.1 a 86.1.4);
    - tre bastoni da passeggio (Museo del Cairo, cat. 27310);

  - oggetti pertinenti a Tamaket, moglie di Khonsu:
    - coperchio di sarcofago (Museo egizio di Berlino, cat. 10859);
    - scatola vasi canopi (Museo del Cairo, cat. 27305);

  - altri ritrovamenti:
    - scatola dipinta intestata a Ramosi (Museo egizio di Berlino, cat. 10195);
    - scatola per ushabti intestata a Ramosi (Metropolitan Museum, cat. da 86.1.15);
    - scatola per ushabti intestata a Paraemnekhu (Metropolitan Museum, cat. da 86.1.14);
    - due ostrakon con testo in scrittura ieratica recante l'inizio delle Avventure di Sinuhe (Museo del Cairo, cat. 25216).

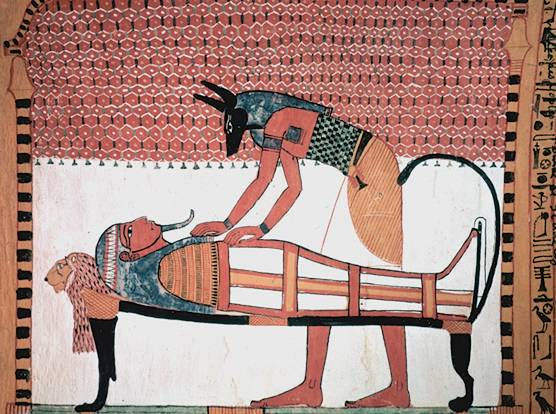
Il dio Anubi opera sulla mummia di Sennedjem
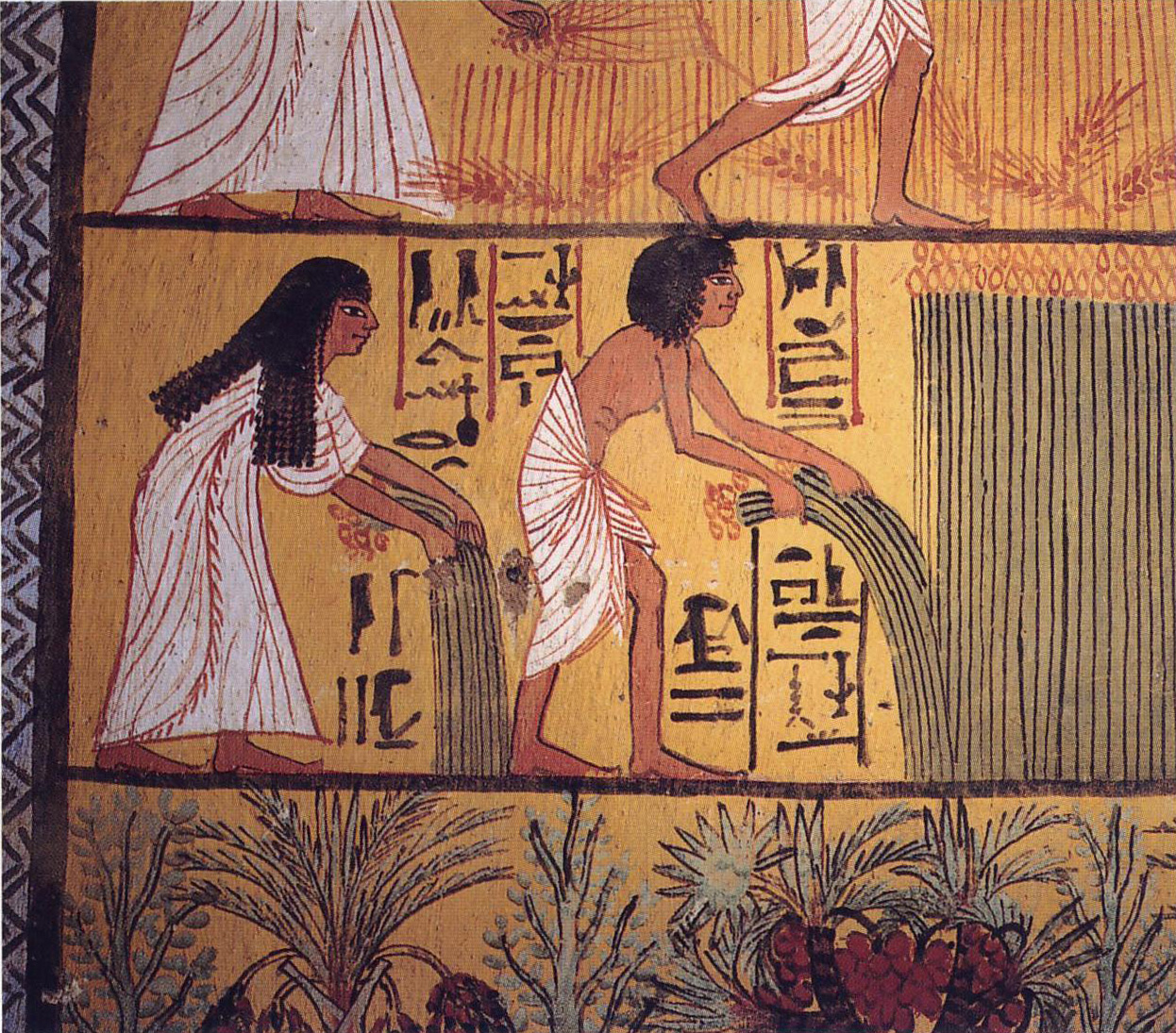
Sennedjem raccoglie del lino, mentre sua moglie Inyferti lega i covoni
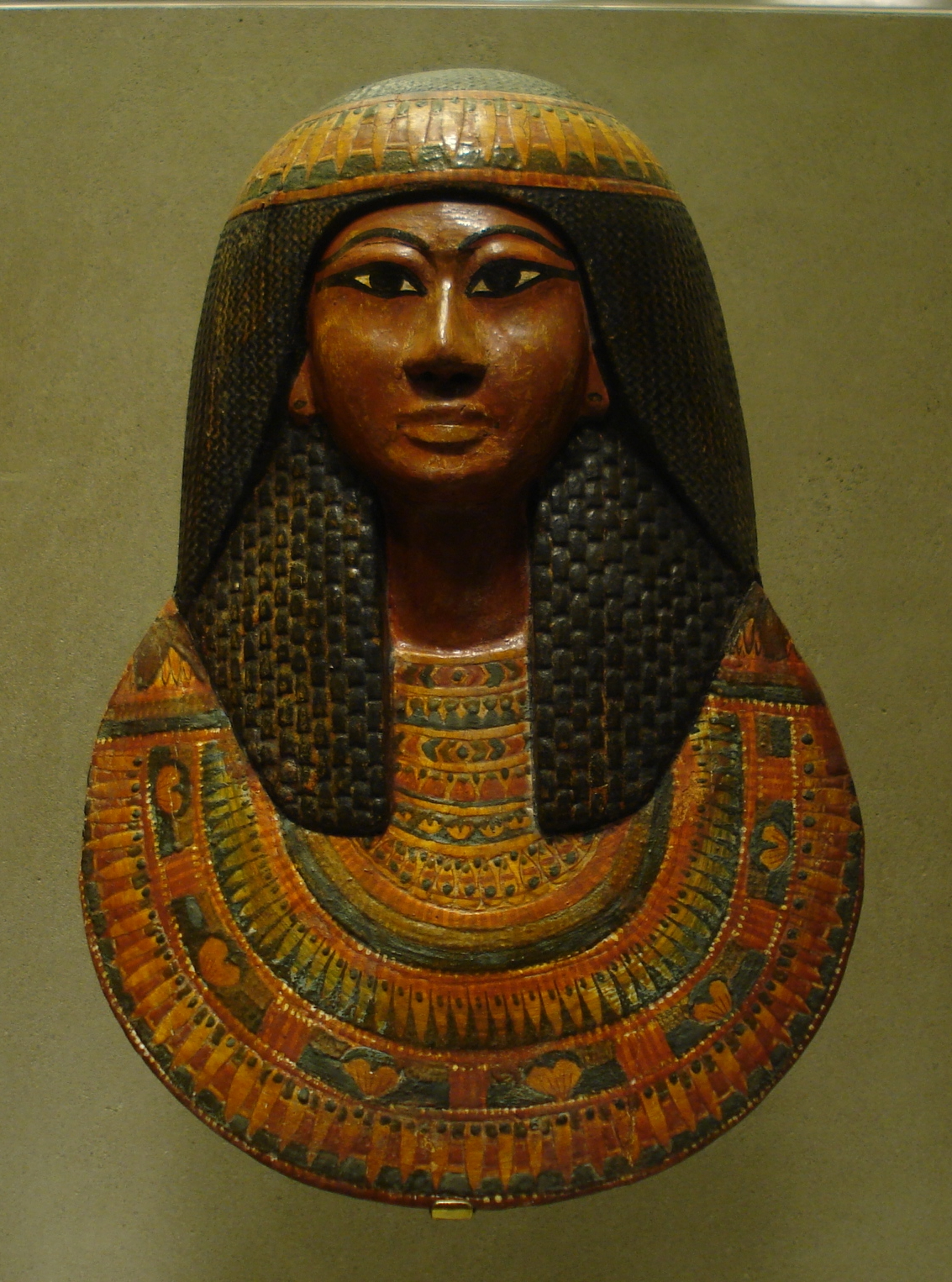
Maschera funeraria di Khonsu, figlio di Sennedjem
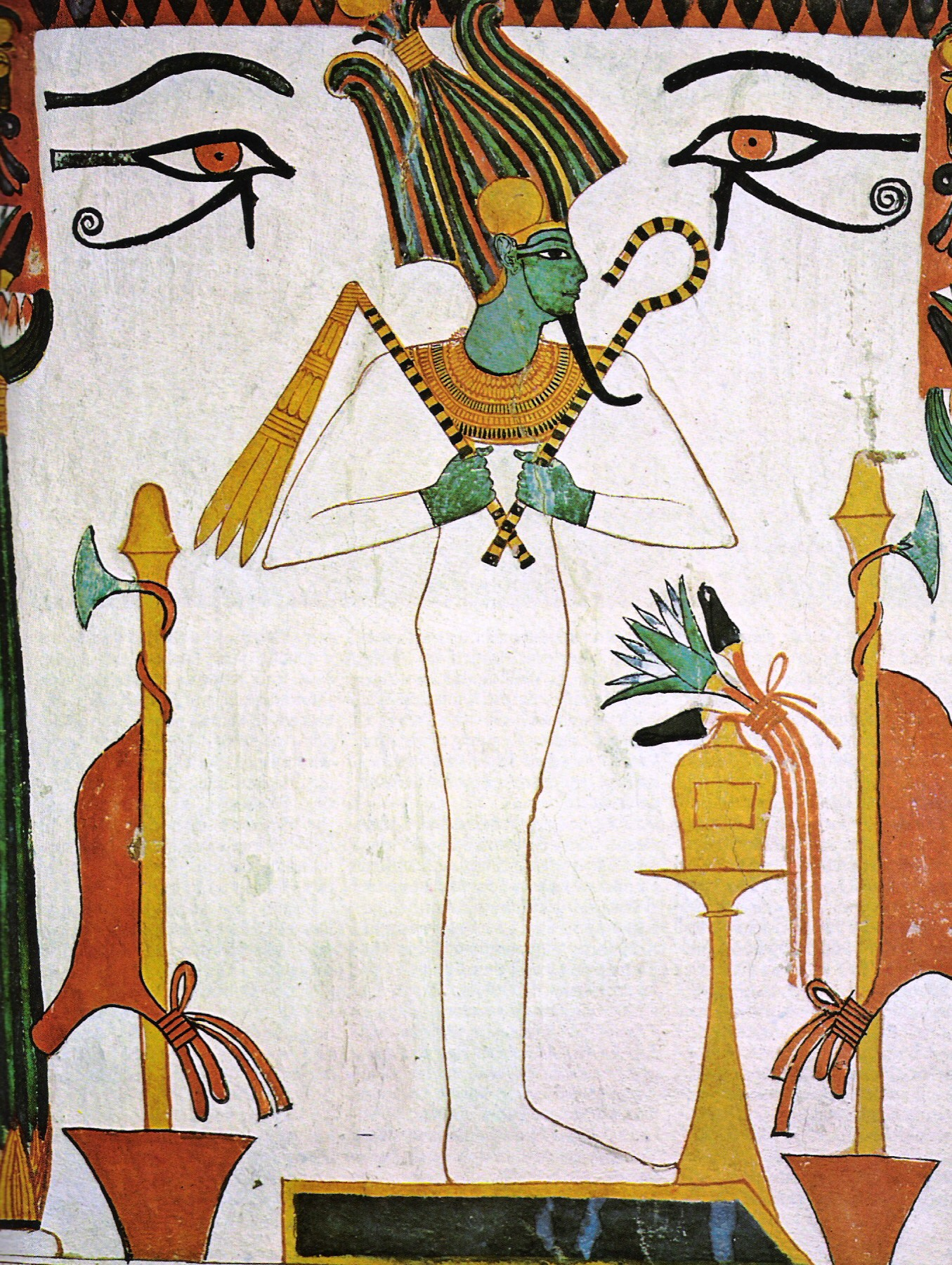
Osiride con lo scettro e il flagello. Al lato una nebride
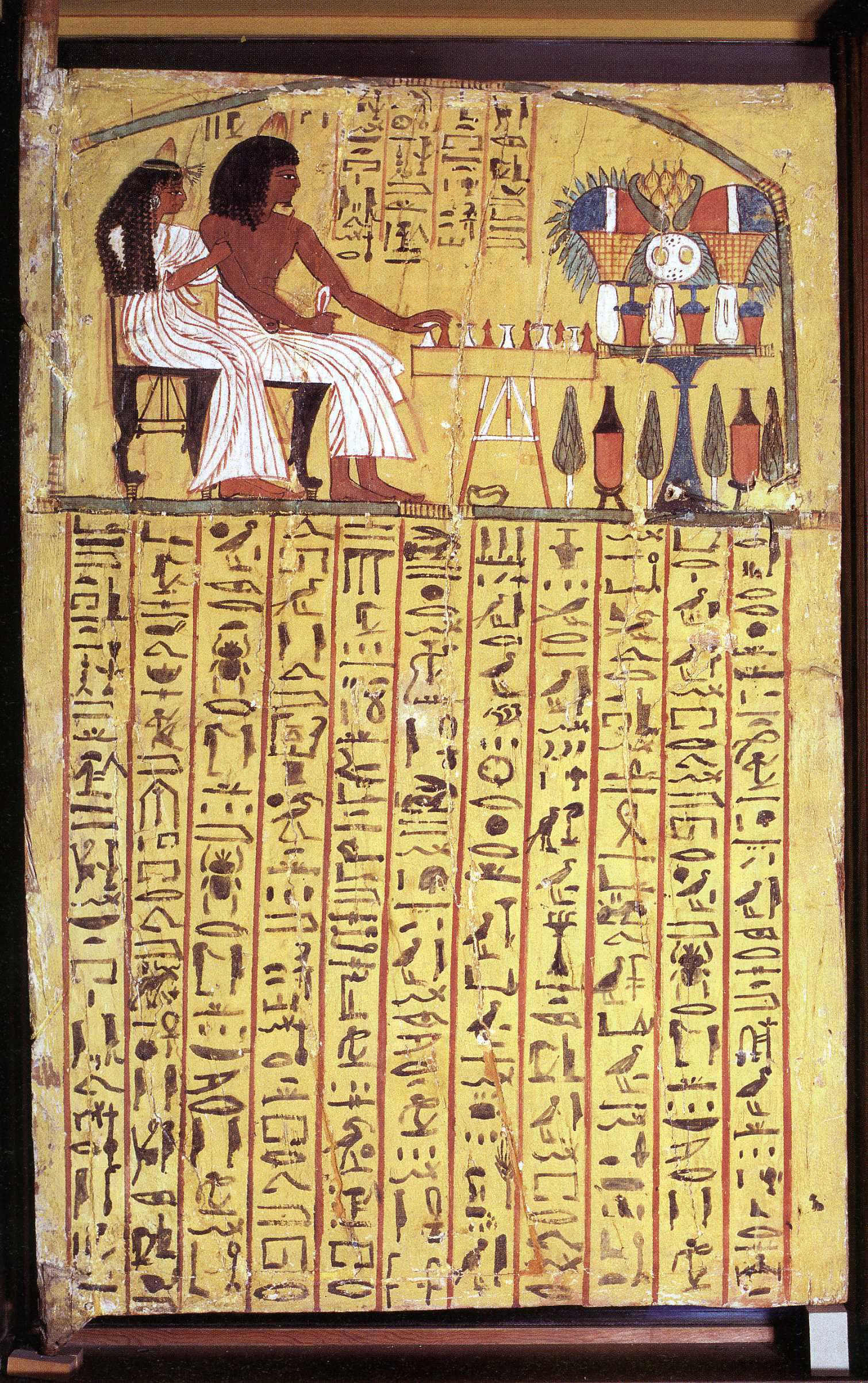
Sennedjem, con la sua sposa, gioca al senet
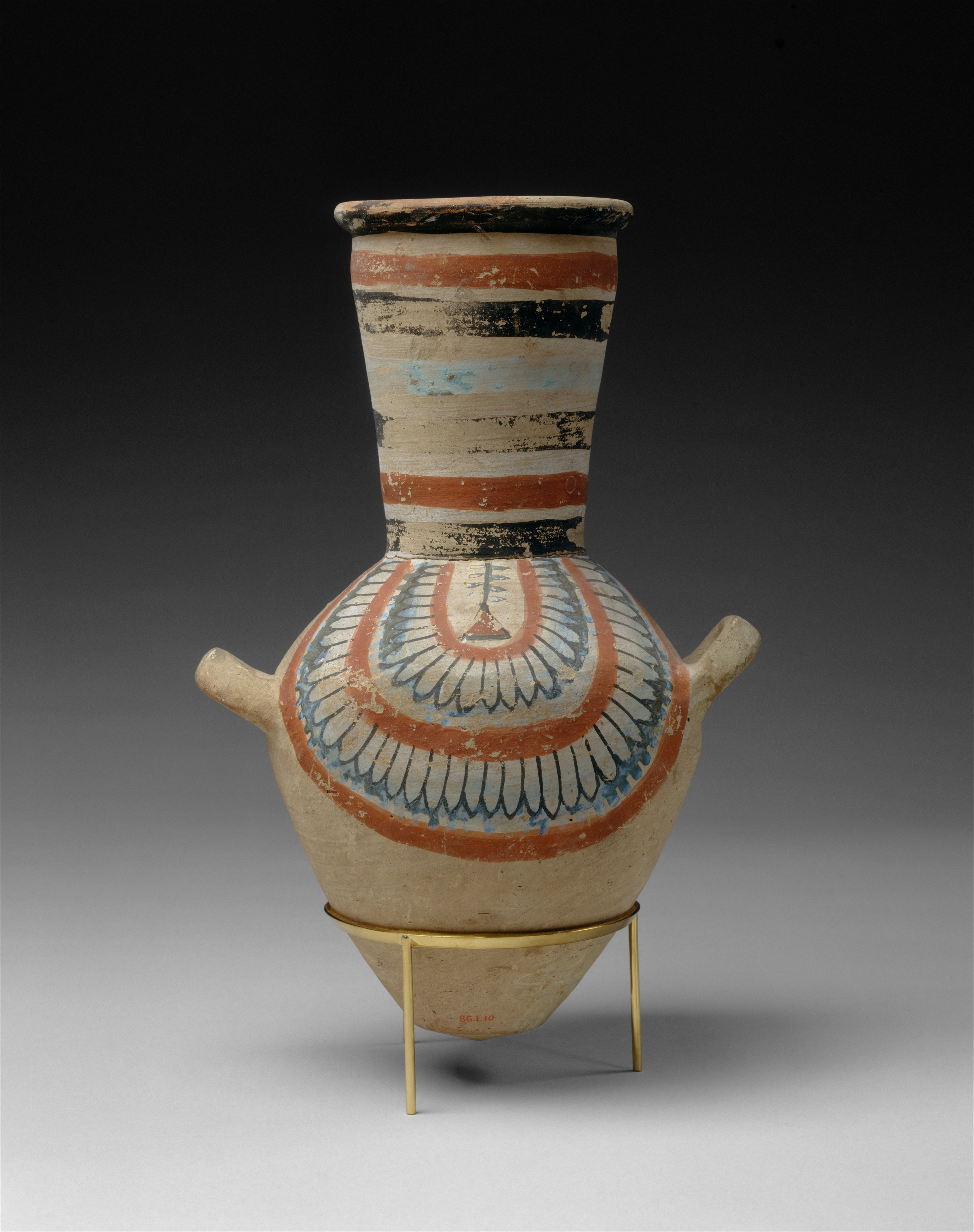
Vaso dalla TT1 t di Sennedjem (Metropolitan Museum of Art (MET) di New York (MET DT202024)
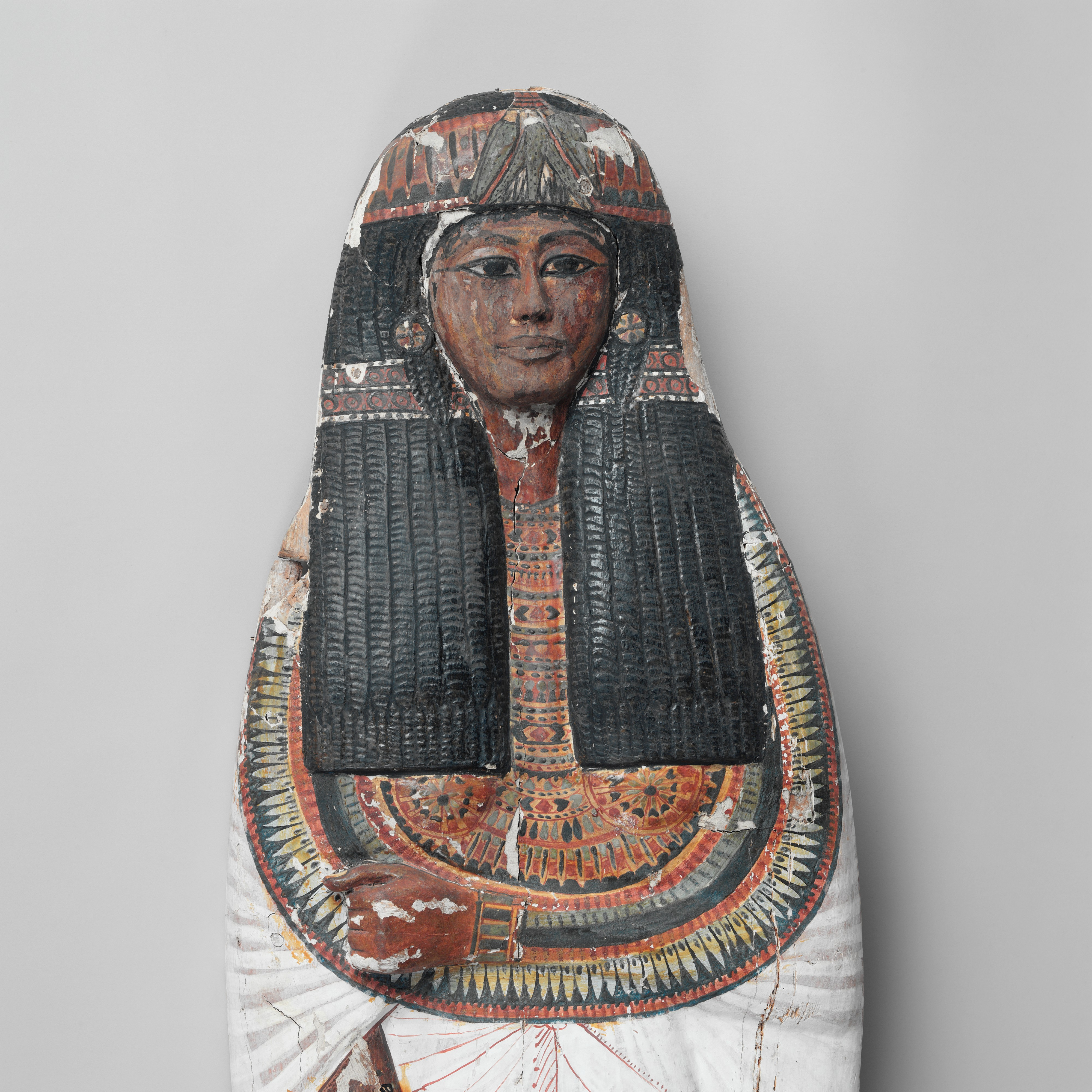
Maschera funeraria di Ineferty (MET DP112984)
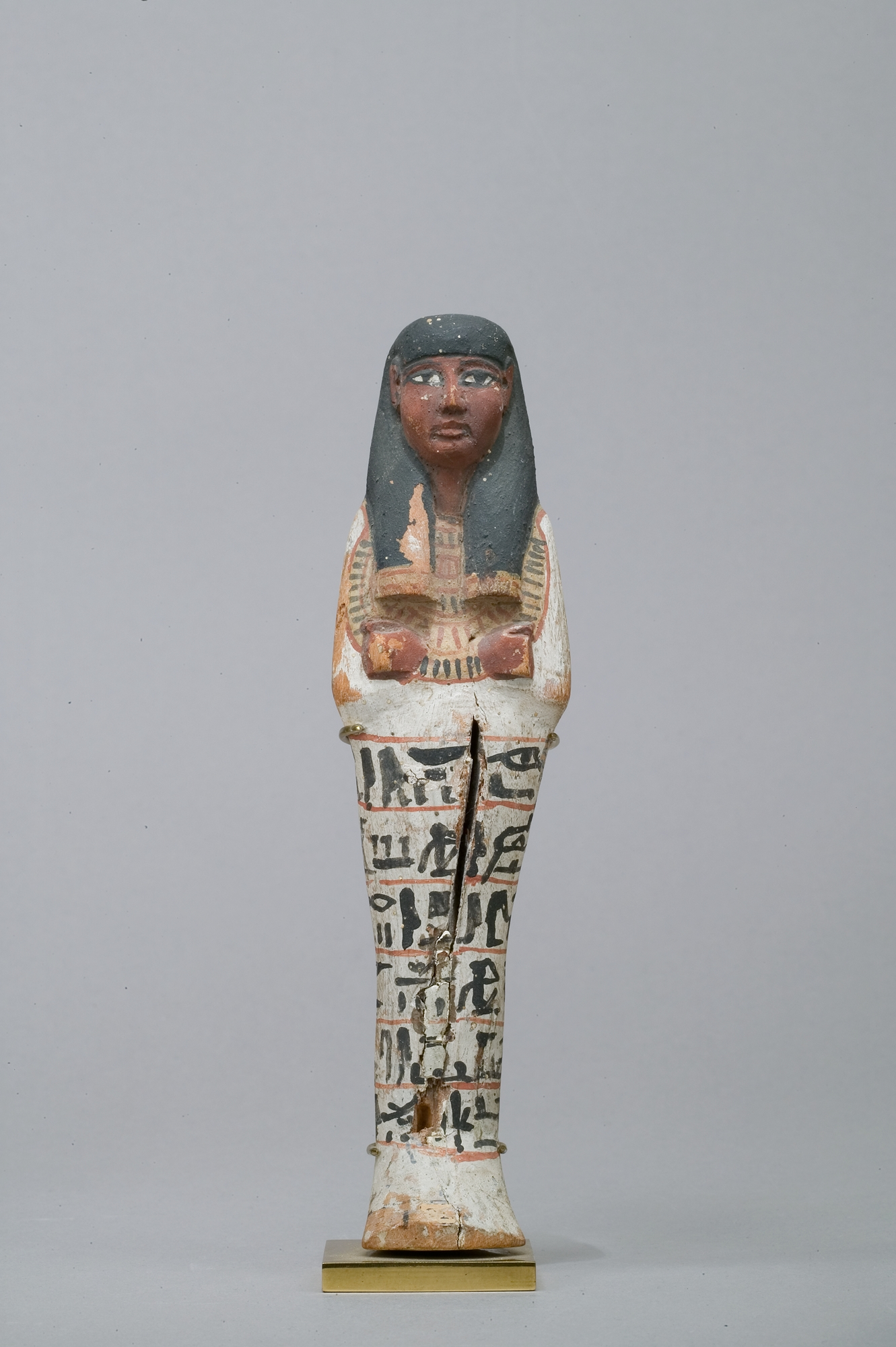
Ushabty di Ineferty (MET)
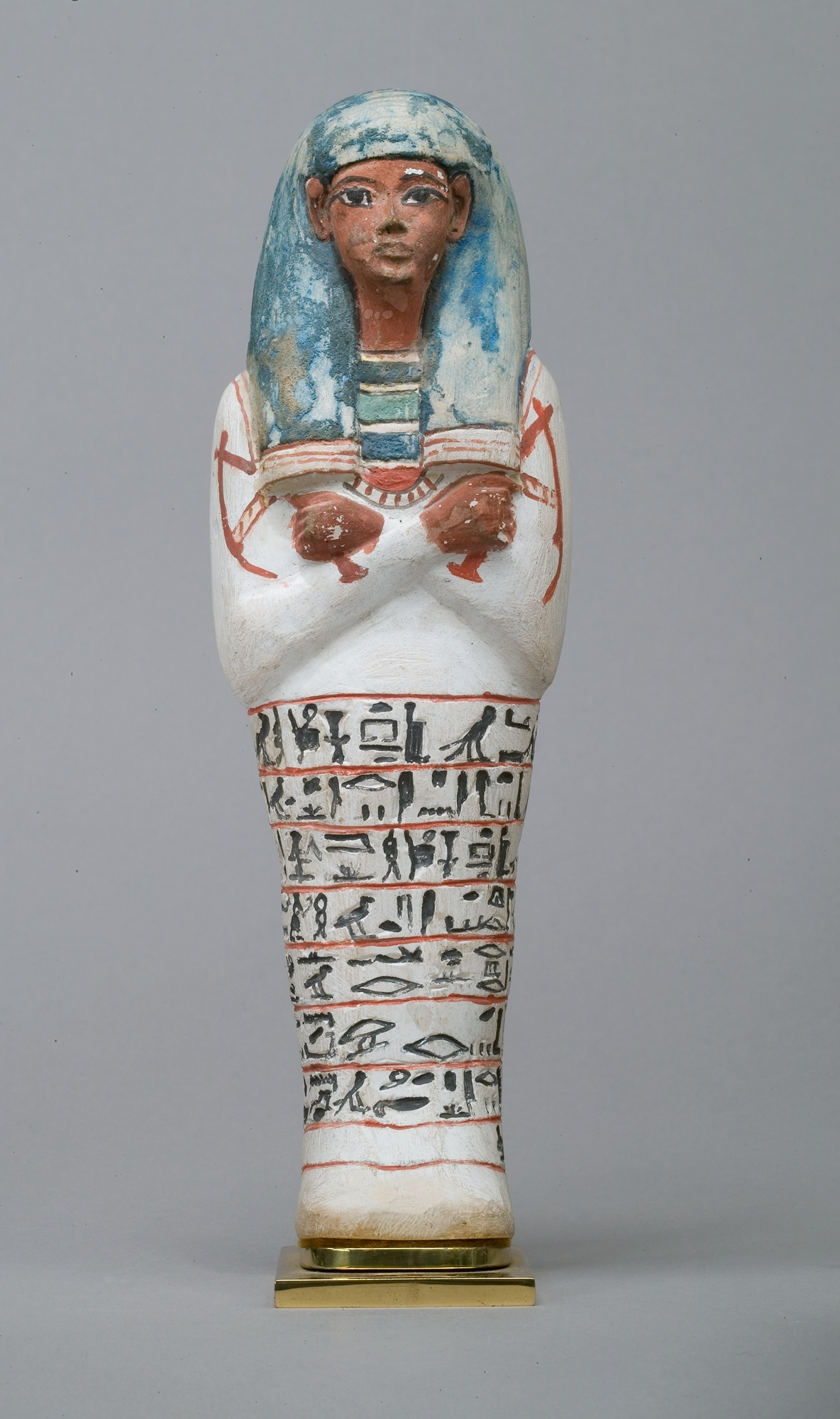
Ushabty di Sennedjem (MET)
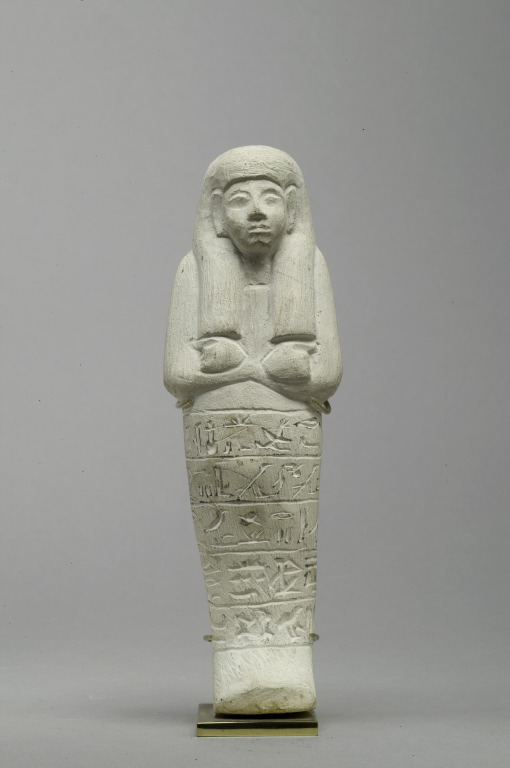
Ushabty di Sennedjem (MET)
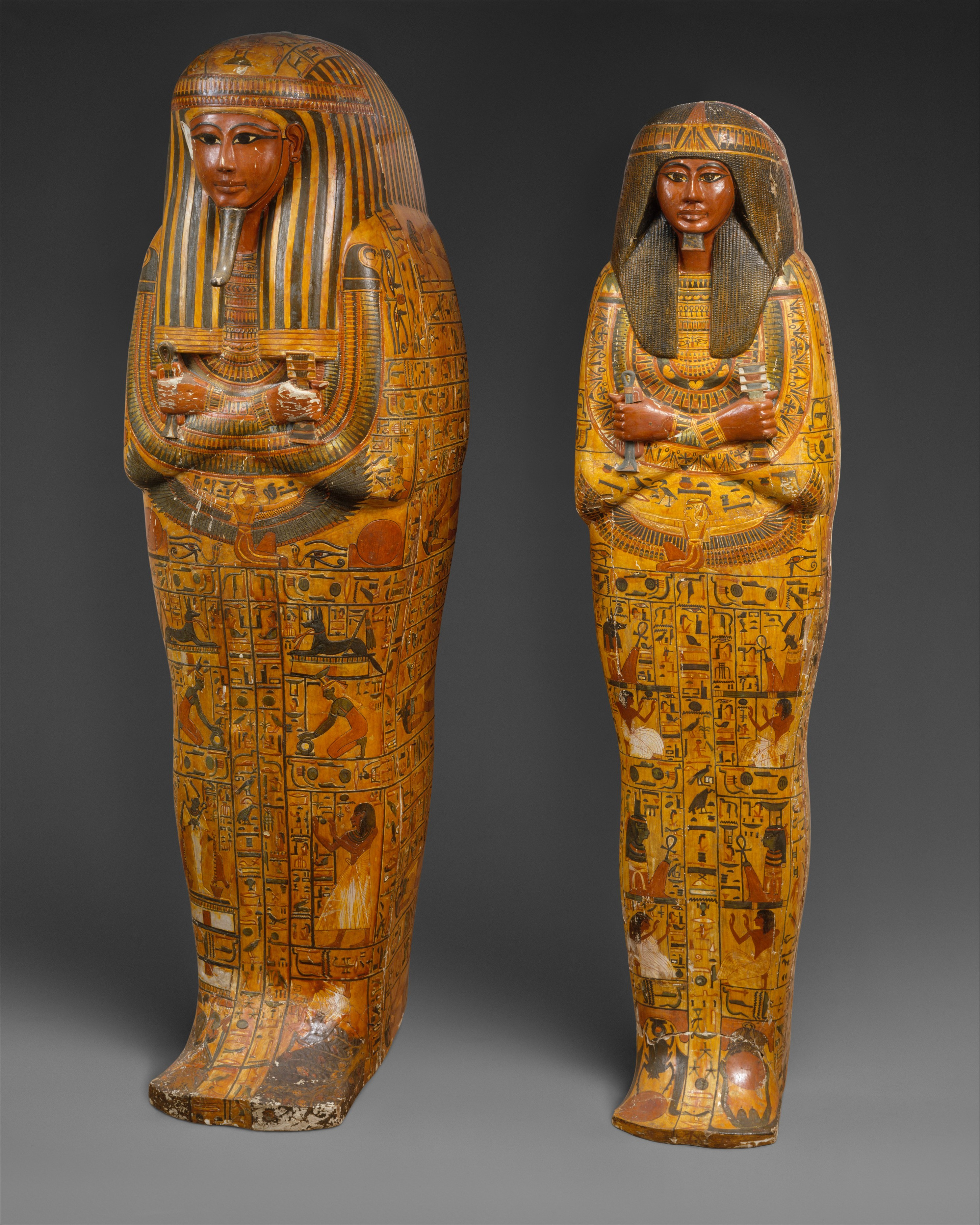
Sarcofagi antropoidi di Khonsu (MET DT202026)
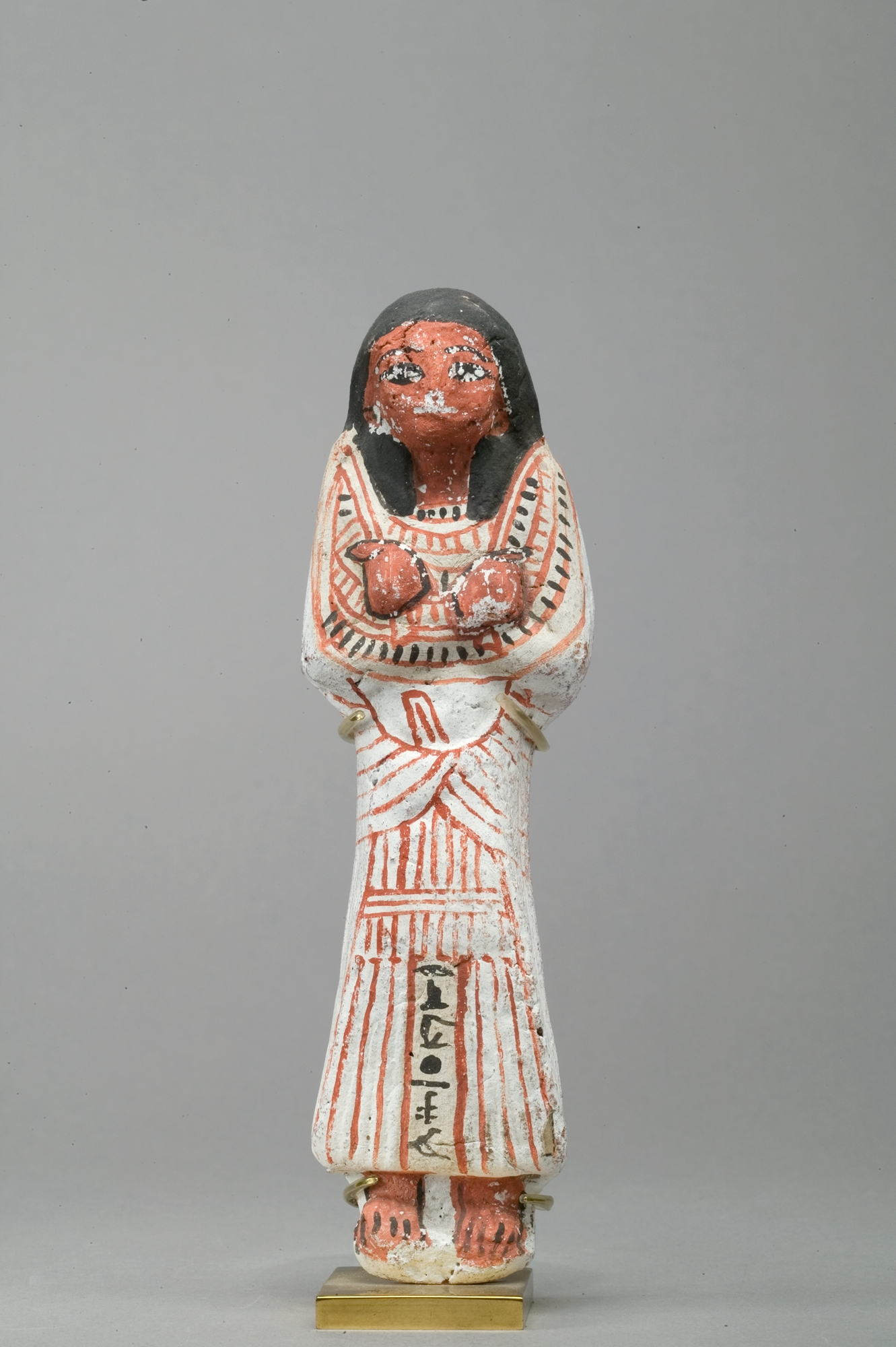
Ushabty di Khonsu (MET)
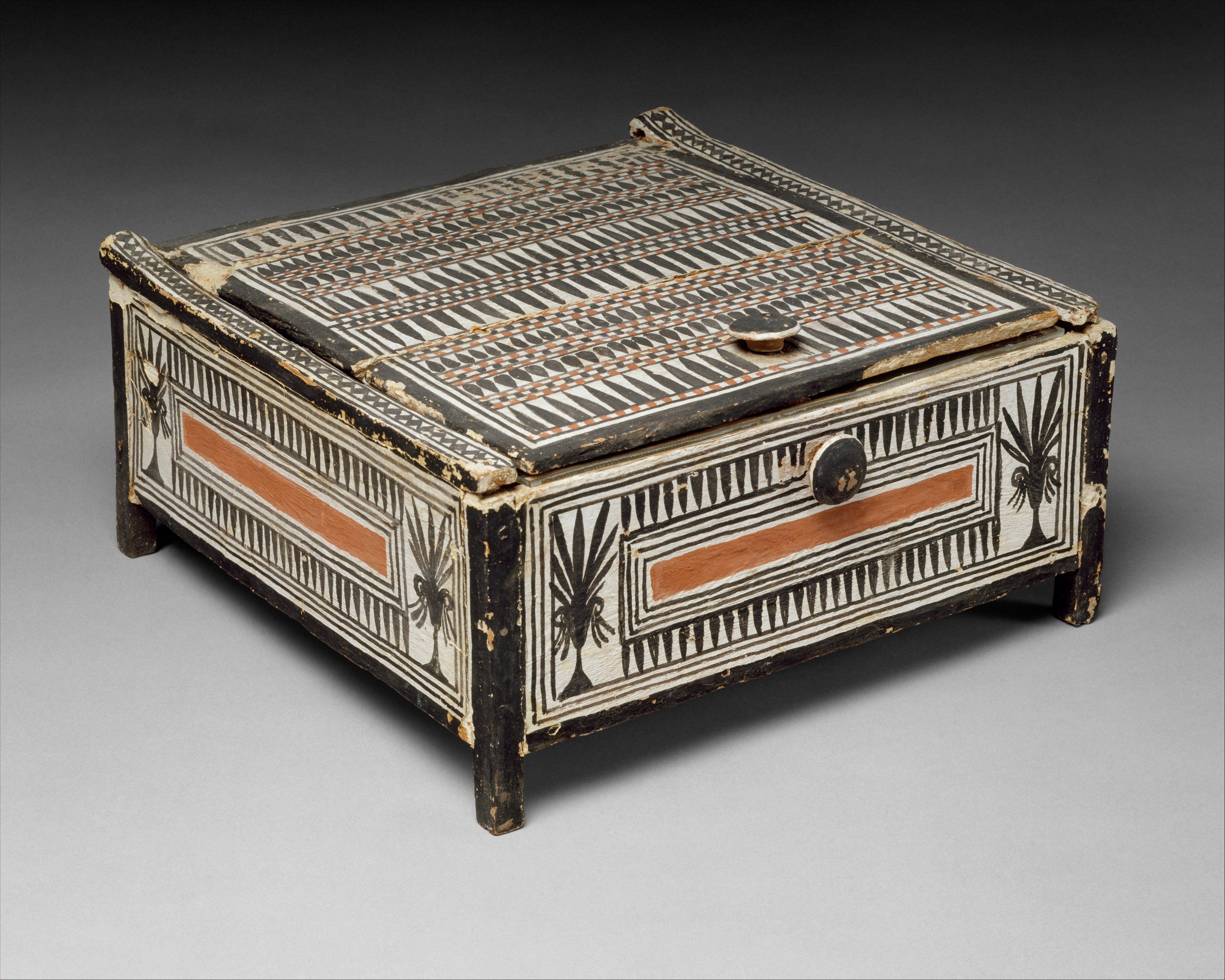
Scatola di cosmetici da TT1 (MET DT202028)
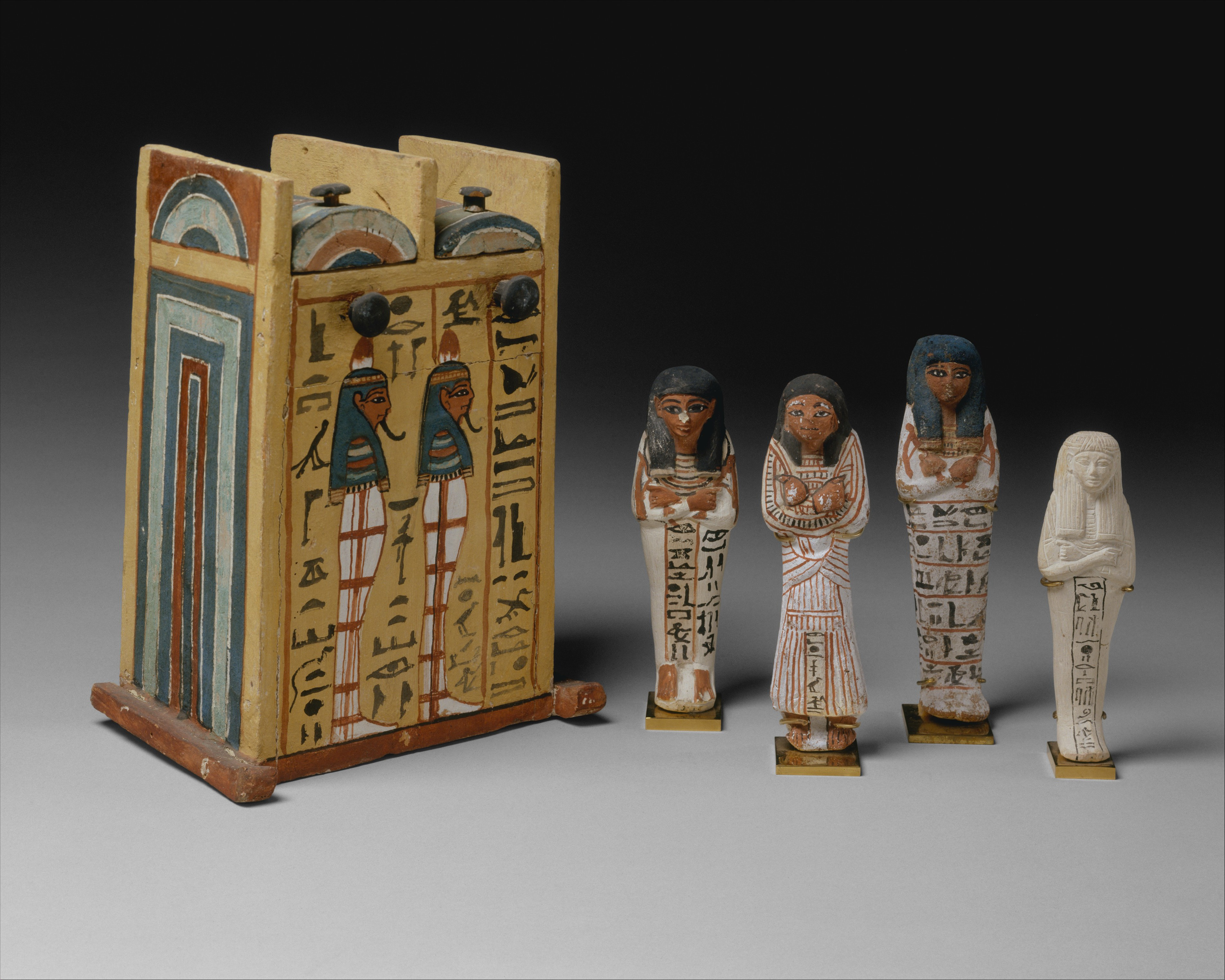
Ushabty di Khabekhnet e Ineferty (MET DT202025)

### Annotazioni
1. ↑  La prima numerazione delle tombe, dalla numero 1 alla 253, risale al 1913 con l’edizione del "Topographical Catalogue of the Private Tombs of Thebes" di Alan Gardiner e Arthur Weigall. Le tombe erano numerate in ordine di scoperta e non geografico; ugualmente in ordine cronologico di scoperta sono le tombe dalla 253 in poi.
2. ↑  I campi della Duat, ovvero l'aldilà egizio, si trovavano, secondo le credenze, proprio sulla riva occidentale del grande fiume.
3. ↑  Nella sua epoca di utilizzo, l'area era nota come "Quella di fronte al suo Signore" (con riferimento alla riva orientale, dove si trovavano le strutture dei Palazzi di residenza dei re e i templi dei principali dei) o, più semplicemente, "Occidente di Tebe".
4. ↑  le Tombe dei Nobili, benché raggruppate in un'unica area, sono di fatto distribuite su più necropoli distinte.
5. ↑  Le note, sovente di inquadramento topografico della tomba, sono tratte dal "Topographical Catalogue" di Gardiner e Weigall, ed. 1913 e fanno perciò riferimento alla situazione dell'epoca.
6. ↑  Set-Maat = "Luogo della Verità" era uno dei nomi con cui era noto il villaggio operaio di Deir el-Medina. Il villaggio era anche noto come Pa-demi, ovvero, semplicemente, "il villaggio".
7. ↑  Traducibile con "Gentile Fratello".
8. ↑  "Colei che viene in bellezza".
9. ↑  Dai rilievi parietali sono stati identificati almeno undici figli, anche se non è possibile stabilirne la progressione di nascita: Teti; Khabekhnet; Bunakhtef, detto Pakhar; Rahotep; Irynefer; Khonsu; Ramesu; Ahotep; Ranekhu; Hutep; Parahotep.
10. ↑  Genitori di Takemet, e perciò suoceri di Sennedjem, furono molto verosimilmente Tjaro, la cui tomba si trova nello stesso cortile, accanto a quella di Sennedjem, e viene indicata normalmente come "cappella del sud", e Taia nomi, entrambi, di origine Hurrita. Tale derivazione straniera verrebbe inoltre confermata dal nomignolo con cui veniva chiamato uno dei figli di Sennedjem e Iyneferti, Bunakhtef, detto Pakhar, ovvero "il Cananita".
11. ↑  Erano contenute in sarcofagi di pregevole fattura, singoli o doppi, i corpi di Sennedjem, di sua moglie Iyneferti, di suo figlio Khonsu e della moglie Tamekat, nonché i figli di questi ultimi: Prahotep, Taashen, Ramose, Isis e Hathor. La tomba conteneva inoltre i corpi di due feti, racchiusi in semplici casse di legno dipinto di giallo, e altri undici corpi avvolti in semplici bende.
12. ↑  La prima cappella ad essere costruita fu quella di Tjaro (cappella sud), sovrastata da una piramide alta circa 7,50 m, con inclinazione di circa 50°, e con una facciata di circa 5 m. La cappella centrale, di Sennedjem, aveva una facciata larga circa 4,30 m ed era sovrastata da una piramide alta 7 m circa con un'inclinazione di circa 45°; di questa venne recuperato, in 13 pezzi, il pyramidion quasi per intero ricostruito. La cappella nord, di Khonsu, venne costruita per ultima e ricavata nello spazio rimanente del cortile dopo le due precedenti costruzioni; si innalzava su una facciata di circa 3 m ed era alta circa 6. Il pyramidion di questa venne rinvenuto quasi intatto ed è oggi al Museo Egizio di Torino.
13. ↑  Di circa 12 m x 9,5.
14. ↑  Il 1182 non ha connessioni con la TT1, scende per circa 6 m e adduce a due camere non iscritte; il 1183 è solo un pozzo che non ha sviluppo di alcun genere.
15. ↑  Si ipotizza (Bruyere 1959) che il muro divisorio nel cortile per separare l'area riservata a Sennedjem da quella relativa a Tjaro, sia stato eretto da successori parecchio tempo dopo i decessi poiché non si giustificherebbe una tale operazione, che rendeva praticamente impossibile ogni cerimoniale funebre, se Tjaro fosse stato effettivamente il suocero di Sennedjem.
16. ↑  Il "sem" era il prete, o l'erede, cui competeva la cerimonia di apertura della bocca per consentire al defunto di vivere pienamente della Duat.
17. ↑  Una terza scatola si ritiene si trovi a Mosca, Collezione Golenischev Museo di Stato "Puskin" (cat. 3853b).
18. ↑  Tra cui una livella.

### Fonti
1. ↑  Porter e Moss 1927,  p. 1.
2. ↑  Gardiner e Weigall 1913.
3. ↑  Donadoni 1999, , p. 115.
4. ↑  Tosi 2005, , Vol. II, p. 152.
5. ↑  Gardiner e Weigall 1913, pp. 18-19.
6. 1 2  Bruyere 1959.
7. ↑  Fahmy 1959.
8. ↑  Porter e Moss 1927, pp. 1-5.
9. ↑  el-Qader 2011.
10. ↑  Porter e Moss 1927, pp. 4-5.
11. ↑  Porter e Moss 1927, pp. 4-5, elenco confermato in edizione 1970.